# Маријапошинг
Маријапошинг (њем. Mariaposching) општина је у њемачкој савезној држави Баварска. Једно је од 37 општинских средишта округа Штраубинг-Боген. Према процјени из 2010. у општини је живјело 1.424 становника. Посједује регионалну шифру (AGS) 9278149.

## Географски и демографски подаци
Маријапошинг се налази у савезној држави Баварска у округу Штраубинг-Боген. Општина се налази на надморској висини од 316 метара. Површина општине износи 19,6 km². У самом мјесту је, према процјени из 2010. године, живјело 1.424 становника. Просјечна густина становништва износи 73 становника/km².